# Jacqueline Worms de Romilly
Jacqueline Worms de Romilly (Chartres, 26 marzo 1913 – Boulogne-Billancourt, 18 dicembre 2010) è stata una filologa classica e scrittrice francese naturalizzata greca, membro dell'Académie française.

## Biografia
Nata Jacqueline David, si formò al liceo Molière, nel quale vinse nel 1930 il Concours général di latino e ottenne il secondo posto in quello di greco. Si preparò per l'accesso all'École Normale Supérieure, nella quale entrò nel 1933, al lycée Louis-le-Grand. Poi superò l'agrégation, il concorso pubblico francese per l'insegnamento, di Lettere classiche, nel 1936 e nel 1940. A Bordeaux sposò Michel Worms de Romilly, come lei di origini ebraiche, editore della celebre casa editrice Les Belles Lettres ed erede di una cospicua fortuna, dal quale divorzierà negli anni '70, conservandone però il cognome. Nel 1947 divenne dottore in Lettere.
Nel frattempo, nel 1941, fu sospesa dalle sue funzioni dal regime di Vichy perché di origini ebraiche. Dopo aver insegnato per qualche tempo in una scuola, passò all'Università di Lille e poi alla Sorbona, dove insegnò dal 1957 al 1973. Quindi ottenne la cattedra di Greco ed evoluzione del pensiero politico e morale al Collège de France: fu la prima donna a insegnare in questa prestigiosa istituzione. Nel 1988 fu la seconda donna, dopo Marguerite Yourcenar, a essere ammessa all'Académie française, dove occupò il seggio numero 7, subentrando ad André Roussin.
Nel 1995 ottenne la nazionalità greca e nel 2000 fu nominata Ambasciatore dell'ellenismo dal governo greco. È stata presidente dell'Associazione Guillaume Budé, nella quale ha conservato fino alla morte la carica di presidente onorario. È scomparsa nel 2010 all'età di 97 anni.